# Красноярка (Сєровський міський округ)
Красноя́рка (рос. Красноярка) — селище у складі Сєровського міського округу Свердловської області.
Населення — 1608 осіб (2010, 1702 у 2002).
Національний склад населення станом на 2002 рік: росіяни — 89 %.